# Eugeniusz Pankiewicz

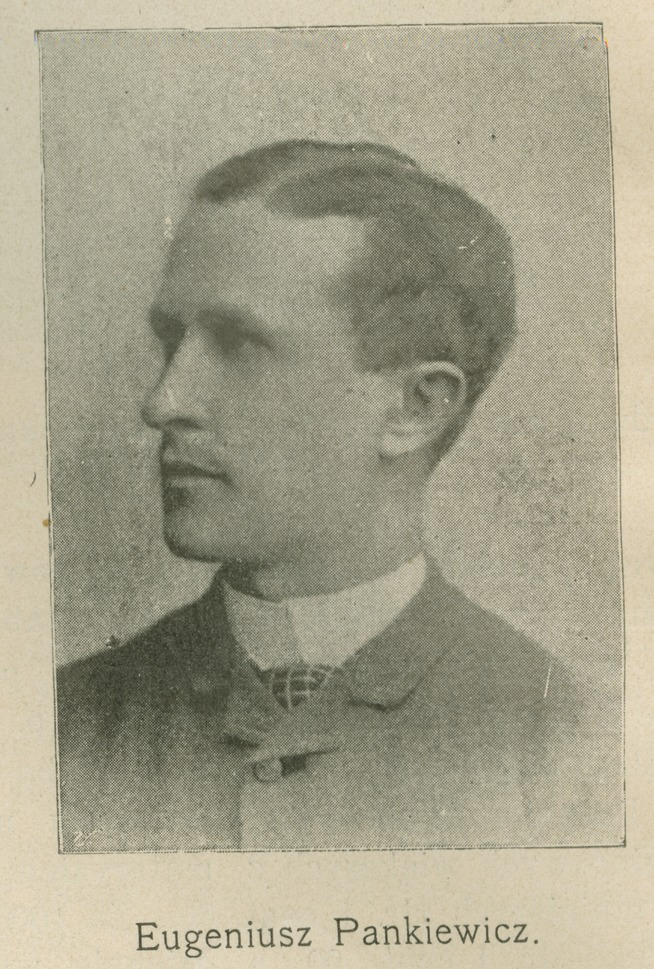

Eugeniusz Pankiewicz (* 15. Dezember 1857 in Siedlce; † 24. Dezember 1898 in Tworki) war ein polnischer Komponist und Pianist.

## Leben und Wirken
Eugeniusz Pankiewicz war der Bruder des Malers Józef Pankiewicz. Er besuchte das Gymnasium in Lublin und nahm dort Klavierunterricht. 1875 kam er mit seiner Familie nach Warschau und war dort Schüler von Józef Wieniawski. Nach seinem Abschluss setzte er 1877 oder 1878 sein Klavierstudium am Sankt Petersburger Konservatorium bei Teodor Leszetycki fort. Nach einem Aufenthalt in Moskau um 1880 kehrte er nach Warschau zurück und studierte dort Komposition bei Władysław Żeleński und Zygmunt Noskowski.
Ab 1883 leitete er eine Klavierklasse am Musikinstitut und eine weitere an einer Schule für Mädchen adeliger Herkunft. Als Solist und Kammermusiker trat er u. a. in Warschau, Łódź (mit Stanisław Barcewicz), Lublin (mit Władysław Alois) und Piotrków (mit Zygmunt Noskowski und Mieczysław Horbowski)  auf. 1894 erkrankte er schwer und erlitt einen Nervenzusammenbruch. 
Neben Klavierstücken komponierte er Werke für Chor (und Solisten) mit Klavierbegleitung und a cappella, Lieder mit Klavierbegleitung sowie ein Thema mit Variationen für Streichquartett. In seinen Vokalwerken vertonte er u. a. Gedichte von Adam Asnyk, Michał Bałucki, Heinrich Heine, Franciszek Karpiński, Jan Kochanowski, Józef Kościelski, Teofil Lenartowicz und Nikolaus Lenau.